# Wladimir Fjodorowitsch Wawilow
Wladimir Fjodorowitsch Wawilow (russisch Влади́мир Фёдорович Вави́лов, international Vladimir Vavilov; * 5. Mai 1925 in Leningrad; † 11. März 1973) war ein sowjetischer Gitarrist, Lautenist und Komponist.

## Leben
Wawilow wurde in Leningrad als Kind einer Arbeiterfamilie geboren. Er brachte sich das Gitarrenspiel selbst bei und besuchte später Abendkurse bei dem Gitarristen Peter Isakow und dem Komponisten und Pianisten Johann Admoni an der Rimski-Korsakow Musikschule in Leningrad. Seinen Lebensunterhalt verdiente er als Mechaniker.
1949 gründete er mit Lew Andronow das Duo Andronow-Wawilow, Andronow spielte eine 6-chörige Laute, Wawilow ein 7-saitiges Instrument. Sie hatten Erfolg und wurde vom Leningrader Staatsunternehmen Lengosestrada und später vom Konzertbüro der Leningrader Philharmonischen Gesellschaft verpflichtet. Die erfolgreiche Teilnahme an den 6. Weltfestspielen der Jugend und Studenten 1957 in Moskau machte das Duo, das eine Silbermedaille beim musikalischen Wettbewerb errang, außerhalb der Leningrader Konzertsäle bekannt. Fernsehauftritte und landesweite Engagements folgten. 1962 zerbrach die Gemeinschaft und Wawilow konzentrierte sich auf seine Solokarriere.
Als Solist konzertierte Wawilow mit seiner 7-chörigen Laute in der ganzen Sowjetunion und trat häufig mit der Sängerin Klawdija Schulschenko und dem Bassisten Boris Schtokolow auf. Seine Soloauftritte baute er zu Vortragskonzerten aus, sprach über die Geschichte der Gitarre, russische Gitarristen und deren Kompositionen. Sein umfängliches Repertoire reichte vom Barock bis zur russisch-zeitgenössischen Musik. Ende der 1960er Jahre zog die von Wawilow initiierte Konzertreihe für Alte Musik, an der verschiedene Musiker teilnahmen, großes öffentliches Interesse auf sich. Es folgte eine Plattenaufnahme. Daneben schrieb er das Lehrbuch Einführung in das Gitarrenspiel mit sieben Saiten (Начальный курс игры на семиструнной гитаре), das 1988 vom Moskauer Verlag Muzika veröffentlicht wurde.
Wawilow starb krankheitsbedingt am 11. März 1973. Er wurde auf dem Friedhof von Pawlowsk, einem Vorort von Sankt Petersburg, beerdigt.

## Tonträger und Kompositionen
Das sowjetische Label Melodija veröffentlichte 1970 unter dem Titel Lute Music from the 16th-17th centuries (Владимир Вавилов – Лютневая Музыка XVI-XVII Веков) 11 Solo- und Duett-Einspielungen Wawilows. Die Stücke sind Barock-Komponisten oder anonymer Urheberschaft zugeordnet. Es wird vermutet, gestützt durch musikalische Zeitzeugen, dass entgegen den Angaben auf dem Cover überwiegend Eigenkompositionen Wawilows zu hören sind. Musikwissenschaftlich gibt es bei einigen Stücken Zweifel an der Autorenschaft der genannten Barock-Komponisten. Eine abschließende Bewertung oder Zuordnung ist nicht erfolgt.
Das Ave Maria der Einspielung, eine Komposition für Laute, Orgel und Singstimme, wurde 1980 auf dem Plattencover als anonyme Komposition bezeichnet. Eine spätere Veröffentlichung aus dem Jahr 1995 wies die Urheberschaft Giulio Caccini zu. Das Werk wird seit den 1980er Jahren weltweit in Form von Transkriptionen für verschiedene Instrumente aufgeführt und erfreut sich in Konzerten großer Beliebtheit. Die Komposition Ricercare von Niccolo Nigrino (ein Lautenkomponist des 16. Jahrhunderts) hat durch Wawilows Einspielung Eingang in die Konzertsäle gefunden. Das erste Stück auf dem Album, Francesco Canova da Milanos Suite für Laute: Kanzone und Tanz, wurde von dem russischen Dichter Anri Wolochonski und dem Avantgarde-Künstler Alexei Chwostenko vertont. Boris Grebenschtschikows kreierte daraus den Song Город золотой (Die goldene Stadt) für seine Rockband Aquarium. Die goldene Stadt wurde das populärste Stück der Band und erreichte als Soundtrack des Films Assa Kultstatus.
Des Weiteren ist eine nicht veröffentlichte, restaurationsbedürftige Tonträgeraufnahme des Duos Andronow-Wawilow bekannt. Die Aufnahme umfasst Kompositionen von Wladimir Wawilow, Wladimir Morkow, Edvard Grieg, Anton Rubinstein, Georges Bizet, Mihály Erdélyi, Francisco Tárrega und weiteren.